# 登峰魚丸博物館
25°10′12″N 121°26′23″E / 25.17009°N 121.43986°E
登峰魚丸博物館為位於台灣新北市淡水區福佑宮前的魚丸博物館(一館)，於2004年由已有60歷史的登峰食品公司為讓民眾了解淡水鱼丸魚酥產業之緣起及歷史所設立。

## 展示區

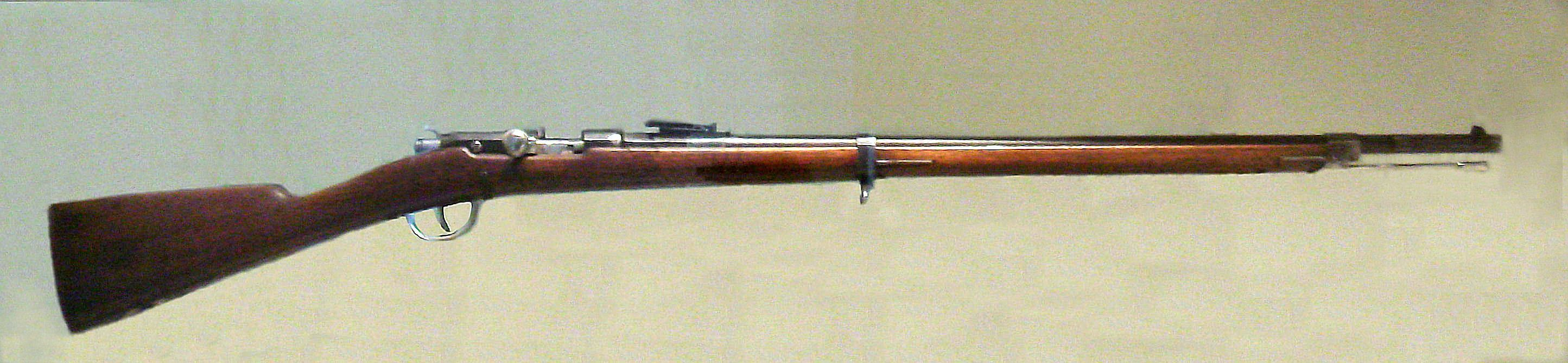
西仔反法軍制式Fusil Gras M80 1874步槍

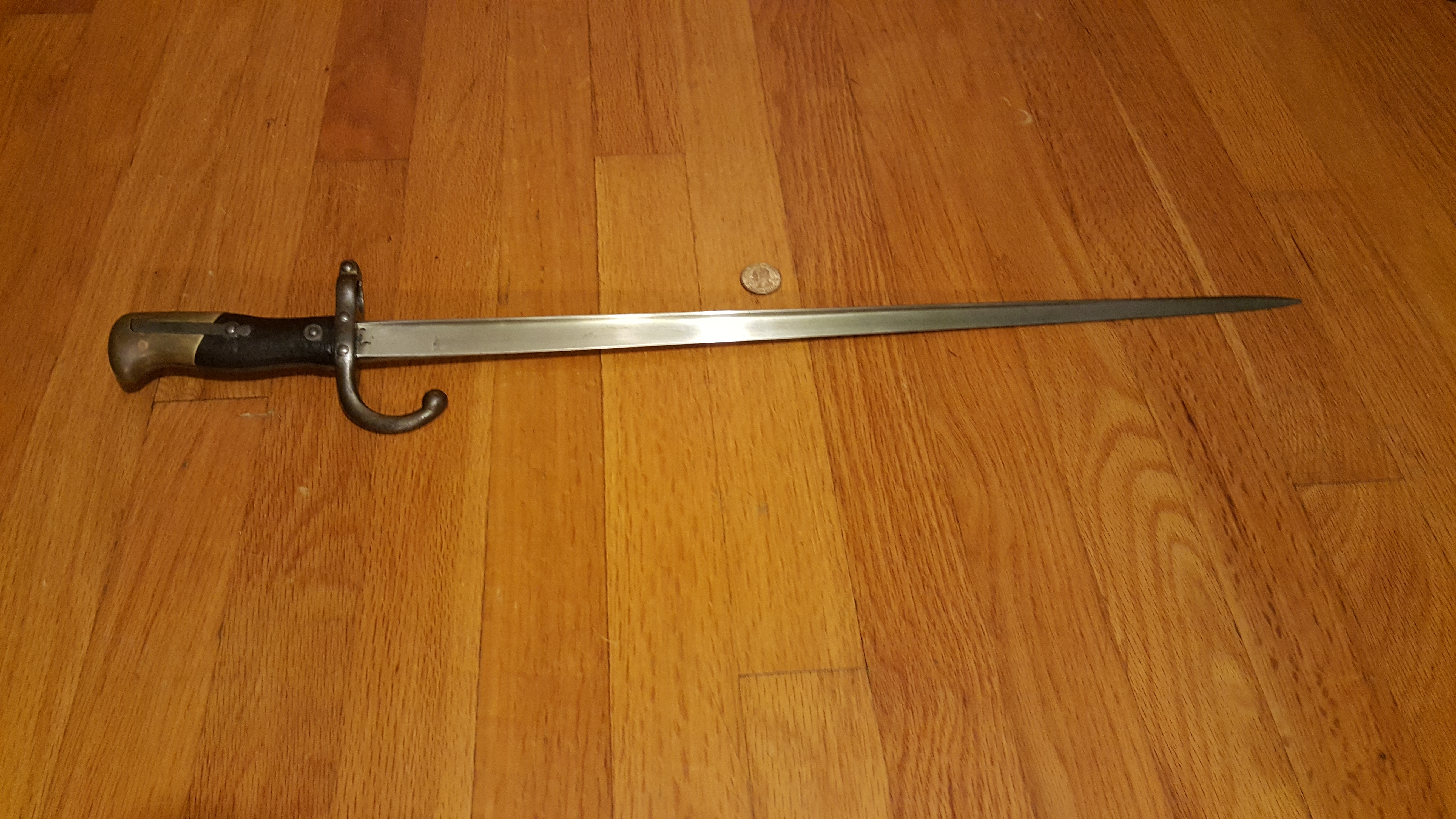
西仔反法軍制式Fusil Gras M80 1874步槍之1874三角槽劍刺刀

展示區分中正路一館，及中正東路二館。

### 一館
一館為展示區有三層樓，一樓為中法戰爭西仔反淡水之役起源及過程展示區、並及魚酥展售門市部，二樓為魚丸製作過程展示區，三樓為捕撈漁船介紹及船具展示區。

#### M80-1874步槍劍刺刀
一館特色為展示1884年西仔反淡水之役法國海軍陸戰隊制式「Fusil Gras M80 1874步槍」所配有之總長約55cm的「1874-Gras型三角槽劍刺刀」(Model 1874 Gras Sword Bayonet)之原品一隻。

### 二館
二館為導入HACCP及ISO22000認證標準並採「低溫焙炒」製程之登峰食品魚丸製作觀光工廠。介紹魚丸製作過程，並配合觀光DIY個人實際動手作導覽行程。二館前身即為1950年在淡水媽祖廟旁開業的「味香魚丸店」。

## 參觀資訊
- 一館(門市部):
  - 一館(門市部)地址：台灣新北市淡水區中正路117號。
  - 一館電話：02-2629-3312
  - 一館參觀時間為：周一至周日09:00-21:00。(一般門市部時間)
  - 一館賣場開放時間為：週一至週五 11:00~21:00，六日及例假 11:00~21:00 。
- 二館(魚丸製作觀光工廠):
  - 二館(魚丸製作觀光工廠)地址：台灣新北市淡水區中正東路一段3巷43號8樓。
  - 二館電話：02-2625-3312
  - 二館傳真：02-2626-3312
  - 二館參觀時間為：周一至周日11:00-17:00(DIY最後梯次為16:00)。二館展示區採預約制，須於一星期前預約。
  - 二館的「魚丸魚漿親手製作DIY行程」分三個方案，時間從40分鐘至90分鐘不等。

## 參閱
- 魚酥
- 台灣博物館列表

## 外部連結
- 登峰魚丸博物館（觀光工廠） （页面存档备份，存于）
- 登峰魚丸博物館粉絲頁的Facebook專頁